# Mixed Service Organisation
Die Mixed Service Organisation (MSO) war ein ziviler Bestandteil der Britischen Rheinarmee (British Army of the Rhine (BAOR)), welche Displaced Persons als Fahrer, Büroangestellte, Mechaniker und Wachleute beschäftigte.
Ursprünglich wurden die Einheiten als Wach- und Arbeitseinheiten in der unmittelbaren Folgezeit des Zweiten Weltkrieges aus Bürgern aus von der UdSSR besetzten osteuropäischen Staaten aufgestellt. Diese Menschen waren früher Kriegsgefangene, Insassen von Konzentrationslagern oder Zwangsarbeiter, wurden in den westlichen Sektoren des besetzten Deutschlands zurückgelassen und entschieden, nicht in ihre Heimatländer zurückzukehren. Während einige Displaced Persons nur kurz bei der Organisation blieben, arbeiteten andere bis zum Eintritt des Rentenalters dort.
Zunächst wurden nach dem Krieg zwei Organisation aufgebaut. Dies war auf der einen Seite der Civil Mixed Watchman Service (CMWS). Dieser wurde mit Wachaufgaben in den Lagern beauftragt, die eingerichtet wurden, um die Flut der Menschen zu kanalisieren, die durch Deutschland wanderten. Außerdem wurde die Civilian Mixed Labour Organisation (CMLO) gegründet, die mit Wiederaufbauarbeiten beschäftigt wurde. Im Jahr 1959 wurde beide Organisationen in der Mixed Service Organisation zusammengefasst.
Der Aufbau der MSO war ähnlich organisiert wie die britischen Kolonialeinheiten, mit einem britischen Kommandanten und älteren (britischen) Unteroffizieren, die in der Rangordnung oberhalb einer Struktur aus nativen Offizieren und Unteroffizieren standen.
Während die Transporteinheiten in den späten 1980er-Jahren aufgelöst wurden, wurden die MSO-Wach- und Arbeitseinheiten bis in die 1990er-Jahre weiterbetrieben; dabei wurden auch Gastarbeiter aus der Türkei, aus Pakistan und anderen Nicht-EU-Ländern beschäftigt.
Die Mitglieder der MSO-Einheiten wurden von den britischen Soldaten als „Mojos“ bezeichnet.

## Aufbau der Einheiten
Die MSO war in verschiedene Spezialabteilungen aufgeteilt:
- MSO Armed Guard Service, diese bewachten bewaffnet Armeeliegenschaften (dabei trugen sie die marineblauen Battle-Dress-Uniformen und waren mit den veralteten Lee-Enfield-Gewehren im Kaliber .303 British ausgerüstet),
- MSO Dog Handlers, Hundeführer, die Armeeliegenschaften bewachten,
- MSO Labour Service, Dienstleistung von Handarbeit, überwacht vom Royal Pioneer Corps,
- MSO Transport Service, Fahrer von LKW mit 4 und 10 Tonnen Nutzlast, Bussen, Tankfahrzeugen und Sattelzügen mit Zugmaschinen vom Typ Thornycroft Antar (Leergewicht 20 Tonnen) zum Panzertransport zum Beispiel von Panzern des Typs Centurion, beaufsichtigt vom Royal Army Service Corps, dem späteren Royal Corps of Transport.